# Sandeid
Sandeid este o localitate din comuna Vindafjord, provincia Rogaland, Norvegia, cu o suprafață de 0,61 km² și o populație de 622 locuitori (2013).